# Al-Fashir
Al-Fāshir (in arabo الفاشر‎?) è la capitale dello stato del Darfur Settentrionale, nel Sudan, nel nord-ovest del paese, nella regione del Darfur, 195 km nord-est di Nyala.
Storica stazione di sosta per le carovane, Al-Fāshir si trova ad un'altezza di 700 metri.
Città dotata di un mercato di frutta e verdura, coltivate nelle aree circostanti, al-Fāshir è connessa tramite una strada sia a Umm Kaddada che a Geneina.

## Storia
Nel tardo XVIII secolo, ʿAbd al-Rahmān al-Rāshed fondò la capitale del suo sultanato e il suo palazzo proprio in questa città. La città del Darfur si sviluppò tutta attorno al suo palazzo..
La città fu visitata da Amelia Earhart mentre cercava di fare il suo giro attorno al globo terrestre..
La popolazione di al-Fāshir nel 2001 era di 178.500 abitanti.
A causa della vicinanza coi campi-profughi della guerra di Abu Shuk 
e di al-Salām, grazie agli aiuti delle Nazioni Unite conobbe un boom economico e demografico. I prezzi degli affitti e quelli della vendita al dettaglio aumentarono, insieme a quelli dell'acqua imbottigliata e delle pizzerie, per provvedere a fornire cibo e bevande ai lavoratiori delle organizzazioni umanitarie occidentali.
Il numero delle stazioni di servizio nelle quali potersi rifornire di benzina è triplicato per via dell'aumentata quantità di automobili in città. La disponibilità di posti di lavoro è aumentata visto che le Nazioni Unite offrirono posti di lavoro ai cittadini. L'economista Adam Ahmed proclamò che "... le persone di al-Fāshir stanno incominciando a pensare, come uomini d'affari..." per trarre il maggior profitto dalla loro situazione.

## Il conflitto del 2023
Combattimenti noti come Battaglia di Al-Fashir sono iniziati nell'aprile del 2023 e che hanno portato la regione a sprofondare in una dura guerra civile e a gravissime condizioni umanitarie dovute al protrarsi dell'assedio della città da parte delle forze di supporto rapido milizia che si contrappone all'esercito regolare sudanese.